# Komm! Ins Offene Freund! oder Gegen die Dummheit in der Musik
Komm! Ins Offene Freund! oder Gegen die Dummheit in der Musik ist ein Dokumentarfilm des DEFA-Studios für Dokumentarfilme von Andrea Ritterbusch aus dem Jahr 1989.

## Handlung
Die beiden jungen Sänger Karin Schütz und Burkhard Gramenz lauschen zu Beginn des Films der Stimme Hanns Eislers, die Hans Bunge in Tonbandprotokollen aufgezeichnet hat und von denen einzelne Ausschnitte auch weiterhin immer wieder im Film zu hören sein werden. Die Gedanken Hanns Eislers sollen ihnen bei der Interpretation seiner Ernsten Gesänge, die er vier Wochen vor seinem Tod mit großer Mühe zusammenstellte, behilflich sein. Einen weiteren Eindruck vom Schaffen Eislers vermittelt eine filmische Aufzeichnung des Gesangs Ernst Buschs des Gedichts Der heimliche Aufmarsch von Erich Weinert. Hier folgt die Aussage Eislers, dass er sich nur mit Politik beschäftige, da die Politik sich mit ihm beschäftigt.
Ein großer Teil der Aufnahmen zeigt die Probenarbeit der beiden Sänger in der Zusammenarbeit mit dem Pianisten Frank-Immo Zichner in den Räumen der Hochschule für Musik Hanns Eisler Berlin und wie sie sich mit den Texten und ihrer Vertonung beschäftigen.
In der Berliner Zeitung vom 20. Juli 1951 ist zu lesen, dass Hanns Eisler zu dem alten Volksstück vom „Dr. Faustus“ einen Text für seine neue Oper geschrieben hat, die im nächsten Jahr unter der Regie von Walter Felsenstein in der Komischen Oper Berlins aufgeführt werden soll. In der Tageszeitung Neues Deutschland schreibt dann 1953 das Redaktionskollegium, dass der „Johann Faustus“ im Widerspruch zu Eislers bisherigen Schöpfungen steht. Er ist pessimistisch, volksfremd, ausweglos und antinational, weshalb der Text als Grundlage für eine neue Nationaloper ungeeignet ist. Da dieses nicht die einzige negative Reaktion auf sein Libretto blieb, hat er nie die Musik dazu geschrieben. 
Das Ziel dieses Films ist, die Begegnung mit Eisler und seiner Musik darzustellen und die Konsequenz, mit der er über Kunst und Menschen nachgedacht hat, zum Ausdruck zu bringen. Von Hanns Eisler gibt es in diesem Film kein einziges bewegtes Bild, sondern nur Fotografien und die Tonbandaufnahmen.

## Produktion
Die Dramaturgie lag in den Händen von Thomas Kuschel.
Der Schwarzweißfilm Komm! Ins Offene Freund! oder Gegen die Dummheit in der Musik wurde von der Gruppe Effekt des DEFA-Studios für Dokumentarfilme unter dem Arbeitstitel Hanns Eisler gedreht und am 6. Oktober 1989 das erste Mal aufgeführt.

## Weiteres
Der Filmtitel zitiert teilweise die Eingangszeile aus Hölderlins Elegie „Der Gang aufs Land. An Landauer“.